# Olof Grafström (konstnär)
För jazzmusikern se Olof Grafström.
Jonas Olof Grafström, född 11 juni 1855 i Attmar, Medelpad, död 30 mars 1933 i Stockholm, var en svensk konstnär.
Han var son till bonden och nämndemannen Carl Petter Grafström och Ingeborg Jonsdotter och från 1904 gift med konstnären Anna Elvira Nilsson. Grafström studerade vid Konstakademien i Stockholm 1875–1882 och räknades som en av Per Daniel Holms mest lovande elever. Tillsammans med Johan Tirén vistades han en längre period i Jämtlands fjällvärld runt Oviksfjällens dalgångar där de målade av naturen och landskapet. Därefter for han till Lappland och målade av landskapet mellan Torne träsk och Kvikkjokk. Han medverkade i utställningar med Konstföreningen från 1880 och en landskapsmålning med motiv från Lappland köptes av Oscar II. Utöver landskapsmålningar målade han även altartavlor i några Norrländska kyrkor. Han utvandrade till Amerika 1886 där han blev respekterad som en mycket duktig landskapsmålare. Efter sju år som fri konstnär i Portland och Spokane anställdes han som lärare och föreståndare för konstskolan i Bethany College i Lindsburg 1893–1897 och därefter vid Augustana College i Rock Island. Han var under sin amerikatid mycket produktiv förutom landskapsmålningar utförde han närmare tvåhundra altartavlor för svenska kyrkor runt om i Amerika. Som illustratör illustrerade han Ernst Skarstedts två böcker Vid hennes sida samt Vagabond och redaktör. Han återvände till Sverige 1928 och var fram till sin död bosatt i Attmar. Grafström är representerad vid Iowas historiska museum och i Sverige vid Norrköpings konstmuseum.